# Лебедь X-1
Лебедь X-1 (сокращённо Cyg X-1) — известный галактический источник рентгеновского излучения в созвездии Лебедя. Он был открыт в 1964 году во время суборбитального полёта и является одним из ярчайших источников рентгеновского излучения, обладая максимальной плотностью потока 2,3⋅10−23 Вт·м−2Гц−1. Лебедь X-1 был первым рентгеновским источником-кандидатом в чёрные дыры и является среди них одним из самых изученных объектов. Известно, что его масса составляет 14,8 масс Солнца. Минимальная длительность полученных сигналов составляет 1 миллисекунду, следовательно, его радиус не может превышать 300 км. В общепринятом предположении, что Cyg X-1 является чёрной дырой, его радиус должен составлять 44 километра.
Лебедь X-1 входит в состав массивной двойной системы, располагающейся на расстоянии примерно 6070 световых лет от Солнца (в два раза дальше, чем расстояние до системы V616 Единорога с кандидатом в чёрные дыры). Один из её компонентов — чёрная дыра массой порядка 14,8 солнечных. Также в систему входит голубой сверхгигант с переменным блеском, обозначенный HDE 226868 — его масса составляет около 19 масс Солнца. Объекты находятся на расстоянии 0,2 а. е. друг от друга. Звёздный ветер сверхгиганта даёт материал для аккреционного диска вокруг рентгеновского источника. Внутренняя часть диска, разогретая до миллионов Кельвинов, генерирует наблюдаемое рентгеновское излучение. Часть вещества уносится в межзвёздное пространство двумя джетами, бьющими перпендикулярно к диску.
Двойная система может принадлежать к звёздной ассоциации Лебедь OB3, что может означать, что возраст Лебедь X-1 составляет порядка пяти миллионов лет, и он сформировался из звезды с массой более 40 солнечных. Звезда лишилась бо́льшей части вещества, скорее всего из-за звёздного ветра. Если бы после звезда взорвалась как сверхновая, взрыв с большой вероятностью выбросил бы звёздный остаток из системы. Это значит, что звезда сколлапсировала непосредственно в чёрную дыру.
Лебедь X-1 был предметом шутливого пари между Стивеном Хокингом и Кипом Торном в 1974 году. Хокинг ставил на то, что Лебедь X-1 не является чёрной дырой. Он признал поражение в 1990, когда данные наблюдений укрепили уверенность в наличии гравитационной сингулярности в системе. Однако в 2011 году уже Кип Торн признал наличие чёрной дыры после того, как были опубликованы три статьи, завершившие описание Лебедя X-1.

## Изображения
Гал.долгота 73,1187° 

Гал.широта −2.0915° 

Расстояние 7800 св. лет
Некоторые ближайшие к Солнцу чёрные дыры